# Gerrit Kramer
Gerrit Kramer (Enkhuizen, 20 juli 1945) is een voormalig Nederlands voetballer. Hij stond onder contract bij Blauw Wit en FC VVV.

## Biografie
Kramer voetbalde al twaalf jaar als spits bij de amateurs van VV West Frisia, toen hij in 1969 als 24-jarige alsnog de overstap maakte naar het betaald voetbal. Bij eerstedivisionist Blauw Wit was hij in drie seizoenen goed voor 27 doelpunten. Na de fusie van Blauw Wit en DWS tot FC Amsterdam in 1972 vertrok hij naar FC VVV. Daar werd hij door trainer Rob Baan van aanvaller 'omgebouwd' tot verdediger, meestal linksback of voorstopper. Die rol bleek hem goed te liggen. Door zijn lengte en goede timing won hij in de lucht vrijwel elk duel.
De Westfriese semi-prof, die naast het voetbal als bouwvakker werkte, werd mateloos populair bij het Venlose publiek vanwege zijn tomeloze inzet. In 1976 maakte Kramer deel uit van het elftal dat in de nacompetitie dankzij een 1-2 gewonnen uitwedstrijd bij FC Wageningen promotie afdwong naar de Eredivisie. Hij zou nog een jaar op het hoogste niveau acteren. Na vijf seizoenen bij FC VVV werd zijn contract niet verlengd, waarna hij in 1977 zijn profloopbaan beëindigde.

## Profstatistieken
| Seizoen         | Club            | Competitie      | Competitie | Competitie | Beker | Beker | Nacompetitie | Nacompetitie | Totaal | Totaal |
| Seizoen         | Club            | Competitie      | Wed.       | Dlp.       | Wed.  | Dlp.  | Wed.         | Dlp.         | Wed.   | Dlp.   |
| --------------- | --------------- | --------------- | ---------- | ---------- | ----- | ----- | ------------ | ------------ | ------ | ------ |
| 1969/70         | Blauw Wit       | Eerste divisie  | 34         | 13         | 1     | 0     | —            | —            | 35     | 13     |
| 1970/71         | Blauw Wit       | Eerste divisie  | 24         | 7          | 1     | 0     | —            | —            | 25     | 7      |
| 1971/72         | Blauw Wit       | Eerste divisie  | 35         | 7          | 1     | 0     | —            | —            | 36     | 7      |
| 1972/73         | FC VVV          | Eerste divisie  | 37         | 4          | 2     | 0     | —            | —            | 39     | 4      |
| 1973/74         | FC VVV          | Eerste divisie  | 27         | 1          | 2     | 2     | —            | —            | 29     | 3      |
| 1974/75         | FC VVV          | Eerste divisie  | 33         | 1          | 2     | 0     | —            | —            | 35     | 1      |
| 1975/76         | FC VVV          | Eerste divisie  | 22         | 0          | 0     | 0     | 6            | 0            | 28     | 0      |
| 1976/77         | FC VVV          | Eredivisie      | 23         | 0          | 0     | 0     | —            | —            | 23     | 0      |
| Carrière totaal | Carrière totaal | Carrière totaal | 235        | 33         | 9     | 2     | 6            | 0            | 250    | 35     |